# Guzmania coriostachya
Guzmania coriostachya är en gräsväxtart som först beskrevs av August Heinrich Rudolf Grisebach, och fick sitt nu gällande namn av Carl Christian Mez. Guzmania coriostachya ingår i släktet Guzmania och familjen Bromeliaceae. Inga underarter finns listade i Catalogue of Life.